# Ялгат
«Ялгат» (с эрз. — «Друзья») — ежемесячная эрзянская газета, издаваемая в Ульяновской области. Учреждена в июле 2001 года по распоряжению губернатора Владимира Шаманова. Главный редактор и директор газеты «Ялгат» Татьяна Миганова. Газета содержит материалы на эрзянском и русском языках. Направленность газеты культурно-просветительская. В ней рассказывается читателям об истории эрзя и мокша народов, о традициях, быте и культуре, а также о современных мероприятиях.